# Nacaduba gemmata
Nacaduba gemmata är en fjärilsart som beskrevs av Druce 1887. Nacaduba gemmata ingår i släktet Nacaduba och familjen juvelvingar. Inga underarter finns listade i Catalogue of Life.